# Cratere Aquilia
Aquilia è un cratere sulla superficie di 4 Vesta.